# Erythrops yongei
Erythrops yongei är en kräftdjursart som beskrevs av W. M. Tattersall 1936. Erythrops yongei ingår i släktet Erythrops och familjen Mysidae. Inga underarter finns listade i Catalogue of Life.